# Barca da sci nautico
La barca da sci nautico è un motoscafo costruito appositamente per la pratica dello sci nautico.
Generalmente le barche da sci nautico sono molto potenti, con motori che partono da 300 Hp per arrivare ai 400 Hp.
Esistono vari modelli di barche a seconda della disciplina per cui sono state concepite.

## Barca da discipline classiche
La barca da discipline classiche ha la caratteristica onda molto bassa e spumosa, che evita allo sciatore di andare incontro ad un'onda rigida che renderebbe difficoltosa la sua esecuzione.
Nello slalom e nel salto si sta cercando sempre più di avere un'onda "inesistente" per avvantaggiare lo sciatore nell'attraversamento della scia prodotta dalla barca.
Se questa caratteristica per le due discipline suddette è un vantaggio, risulta essere uno svantaggio per la specialità delle figure dove l'onda invece è ricercata per l'esecuzione di rotazioni aeree, passaggi sopra la corda e salti mortali. Il contrasto di necessità è sempre stato oggetto della sfida in cui le case costruttrici di barche si cimentano, cercando di creare una barca che si adatti alle esigenze degli slalomisti e dei saltatori così come a quelle dei figurinisti.

## Barca da wakeboard
La barca da wakeboard presenta caratteristiche strutturali simili a quella da classiche. La ricerca di un'onda molto alta e decisamente non spumosa ha portato le case costruttrici di barche a cambiare le carene e gli abitacoli interni, per permettere a più persone di entrarvi, creando così più peso. Caratteristica della barca da un po' di tempo a questa parte è la presenza di numerosi seggiolini e tavolini: infatti nel wakeboard tutta la giuria è situata in barca, per poter giudicare meglio l'atleta che rimane sempre ad una distanza fissa.